# Margarornis squamiger
Margarornis squamiger là một loài chim trong họ Furnariidae.